# Yngvild Ingels
Yngvild Ingels, née le 1er janvier 1979 à Dunkerque, est une femme politique belge, membre de la Nieuw-Vlaamse Alliantie (N-VA).

## Biographie
Yngvild Ingels nait le 1er janvier 1979 à Dunkerque. Elle a été adoptée dans le cadre des adoptions forcées d'enfants via l’Église catholique en Belgique mais n'a jamais pu retrouver ses parents biologiques.
Aux élections législatives fédérales de 2019, Yngvild Ingels est élue à la Chambre des Représentants.